# Pristimantis taeniatus
Pristimantis taeniatus es una especie de anfibio anuro de la familia Craugastoridae.

## Distribución
Esta especie ohabita hasta los 150 m de altitud:
- en Panamá;
- en Colombia en la llanura del Pacífico y el valle del río Magdalena;
- en el noroeste de Ecuador.[4]

## Descripción
El holotipo mide 27 mm.

## Publicación original
- Boulenger, 1912 : Descriptions of new Batrachians from the Andes of South America, preserved in the British Museum. Annals and Magazine of Natural History, sér. 8, vol. 10, p. 185-191[5]